# Klymene (Heroine)
Klymene (altgriechisch Κλυμένη Klyménē) ist eine Heroine der griechischen Mythologie.
Pausanias berichtet in seiner Beschreibung Athens von einem Temenos des Perseus. In diesem Bezirk sollen sich ein Altar der Klymene und des Diktys befunden haben, die dort beide als Retter des Perseus verehrt wurden.